# Hôtel de ville de Montpellier
 (février 2010).
Si vous disposez d'ouvrages ou d'articles de référence ou si vous connaissez des sites web de qualité traitant du thème abordé ici, merci de compléter l'article en donnant les références utiles à sa vérifiabilité et en les liant à la section « Notes et références ».
L'Hôtel de ville de Montpellier a été construit entre 2007 et 2011 à partir des conceptions des architectes Jean Nouvel et François Fontès.
Conçu comme un parallélépipède ouvert, il constitue un des bâtiments phares du nouveau quartier émergent de Port Marianne toujours en cours de réalisation. Cet édifice inaugure un nouveau style architectural basé sur les notions d'architecture durable plus qu'écologique.
Avant son emplacement à Port Marianne, l'Hôtel de ville de Montpellier était situé dans l'histoire à plusieurs emplacements de Montpellier dont un hôtel situé place de la Canourgue, de 1205 à 1352 un hôtel situé à l'angle de la rue de la Loge et de la place Jean Jaurès, de 1352 jusqu'à la Révolution. Après l'Empire en 1816 et jusqu'aux aménagements urbains des années 1970, le siège de la commune de Montpellier était situé dans l'hôtel de Belleval, place de la Canourgue, de 1816 à 1975 avant de rejoindre l'édifice en façade rideau situé place Francis-Ponge, de 1975 à 2011.
Inauguré le samedi 12 novembre 2011, le nouvel hôtel de ville de Montpellier est situé avenue du Pr Étienne Antonelli. Le parvis devient une place, qui prend le nom de l'ancien maire décédé un an auparavant, Georges Frêche. 
Ce lieu est desservi par les lignes 1, 3 et 4 du tramway, stations Moularès Hôtel de Ville et Georges Frêche - Hôtel de Ville.

## Historique

### Hôtel de Belleval
Cet immeuble datant de la seconde moitié du XVIIe siècle est situé place de la Canourgue. Il a été agrandi et rebâti par un descendant de Pierre Richer de Belleval, fondateur du jardin des plantes de Montpellier.
La municipalité racheta cet hôtel particulier en 1816 pour en faire l'hôtel de ville. À cette époque, l'hôtel accueillait 160 agents municipaux et Montpellier comptait 46 000 habitants.
Il conserve cette fonction jusqu'à l'inauguration en 1975 d'un nouvel hôtel de ville situé au Polygone.
De 1976 à 2010, l'édifice est une annexe au palais de justice qui se trouve à côté. Il abrite le conseil des prud'hommes.

En 2012, la ville décide la mise en vente de l'hôtel de Belleval.

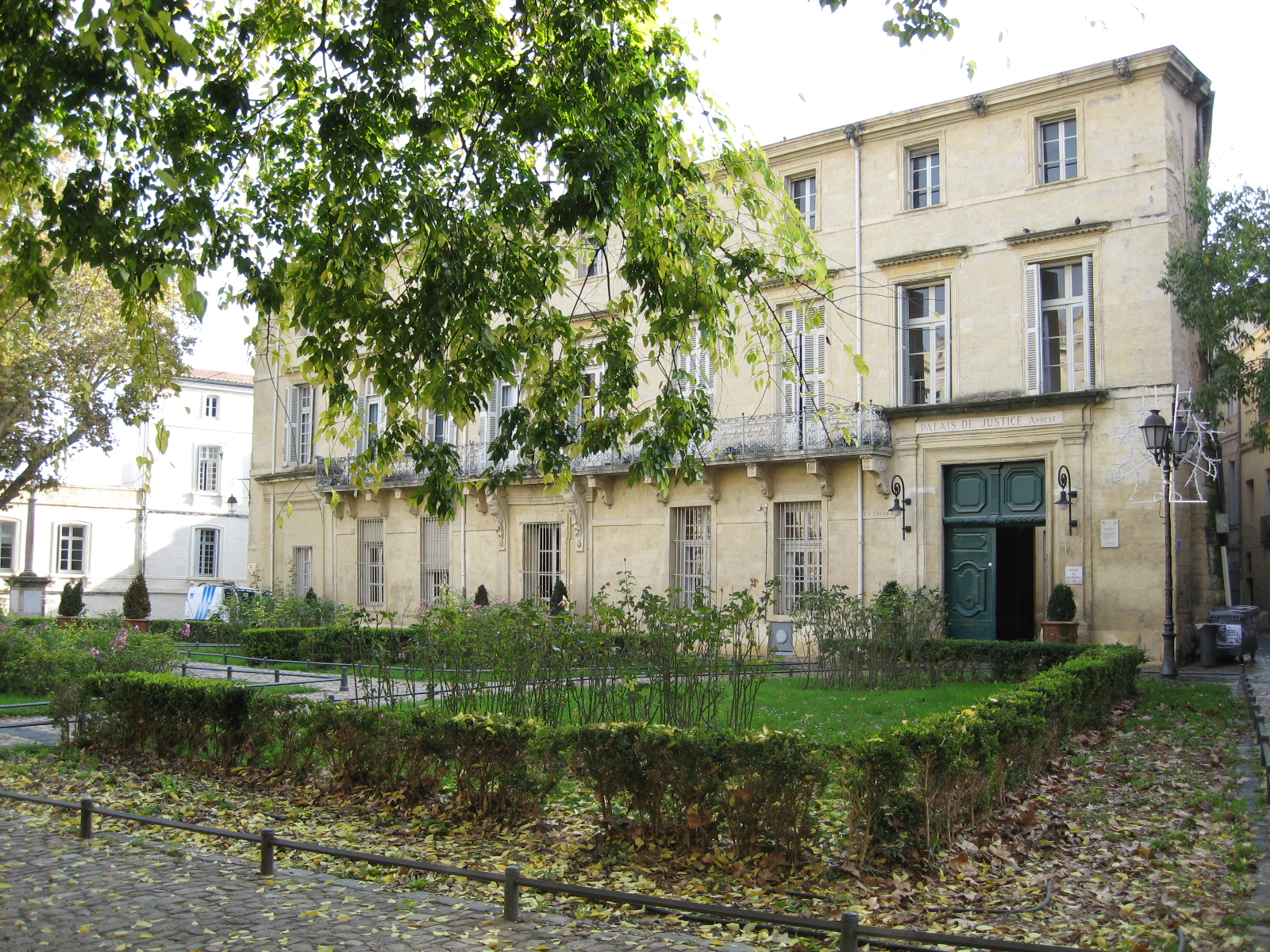
Ancien hôtel de ville, place de la Canourgue.

La place de la Canourgue est appelée ainsi en raison de la proximité au XIIe siècle de la maison des Chanoines. Sur cet emplacement, le projet d'une cathédrale devait être construite en remplacement de la cathédrale Saint-Pierre, dévastée par les guerres de religion, mais finalement reconstruite en 1855. On peut voir l'assise de celle-ci dans la descente Saint-Pierre, il s'agit de la seule partie édifiée.

### Hôtel de ville place Francis-Ponge
Après un passage par le musée Fabre, la mairie déménage place Francis-Ponge, près du Polygone, dans les années 1970.

#### Historique

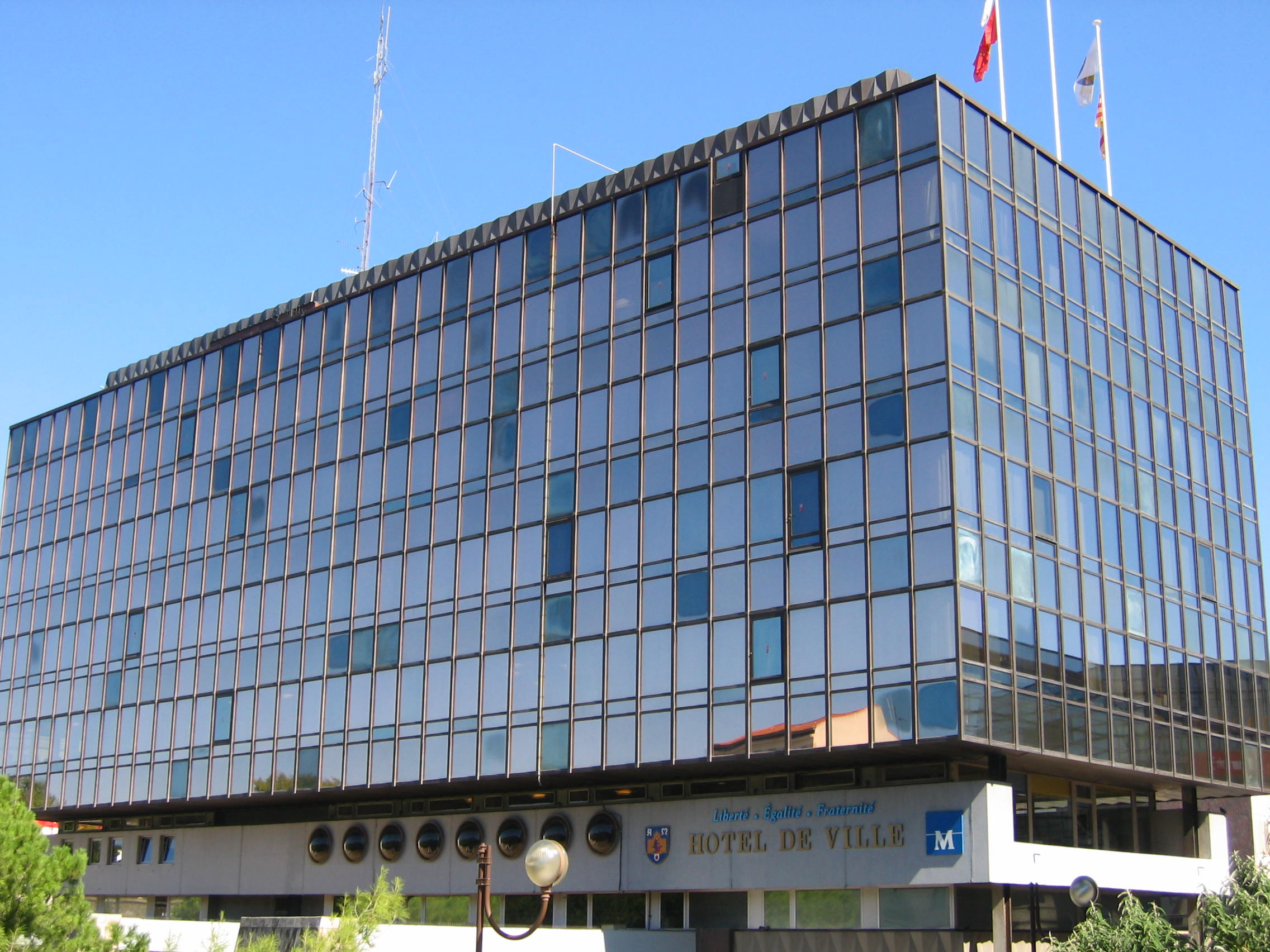
Ancien hôtel de ville de Montpellier, place Francis-Ponge.

Situé près de l'Écusson, centre historique, et d'Antigone, quartier aménagé dès la fin des années 1970 par Ricardo Bofill, l'ancien hôtel de ville de Montpellier a été construit entre 1974 et 1975 à la demande du maire François Delmas. Il est l'œuvre des architectes Jean-Claude Deshons et Philippe Jaulmes.
En 1969, le conseil municipal, présidé par François Delmas, vote la construction d'un nouveau bâtiment. Douze millions de francs sont budgétés, l'équivalent de deux millions d'euros actuels[réf. nécessaire]. L'hôtel de ville est inauguré en présence d'Albin Chalandon, ministre gaulliste et secrétaire adjoint de l'UDR.
« Le choix de façades de verre réfléchissant l'arc-en-ciel des heures est une réussite que je crois assez exceptionnelle, moderne et classique à la fois. Je me rappelle avoir dit aux architectes que leur œuvre serait le pendant de celle de leurs prédécesseurs, édifiant ce chef-d'œuvre : le Peyrou ».
Montpellier compte à l'époque 183 000 habitants et 1 170 agents.

#### Inconvénients du bâtiment
Si la plupart des services municipaux étaient logés dans ce bâtiment, la municipalité utilisait également une vingtaine de sites dispersés dans la ville pour loger différents services ainsi que 9 mairies annexes (Tastavin, Aiguelongue, La Chamberte, Les Cévennes, Celleneuve, Mosson, Hauts de Massane, Costebelle, Saint-Martin) pour des services déconcentrés (état civil notamment).

#### Reconversion du site
L'ancien hôtel de ville devait être détruit début 2012 pour laisser la place au nouvel écoquartier de la ZAC Pagézy.
À son emplacement, « la municipalité étudie la possibilité d'ériger une tour. Haute d'une centaine de mètres et comprenant trente étages, elle pourrait abriter bureaux et logements et devenir « un signal fort dans la nouvelle silhouette de la ville ». En mars 2013, le bâtiment est toujours debout et un passage piéton est ouvert à travers celui-ci pour faciliter le lien entre les places Francis-Ponge et d'Aguesseau. En 2021, le bâtiment a été reconverti pour en faire des bureaux.

### Nouvel hôtel de ville

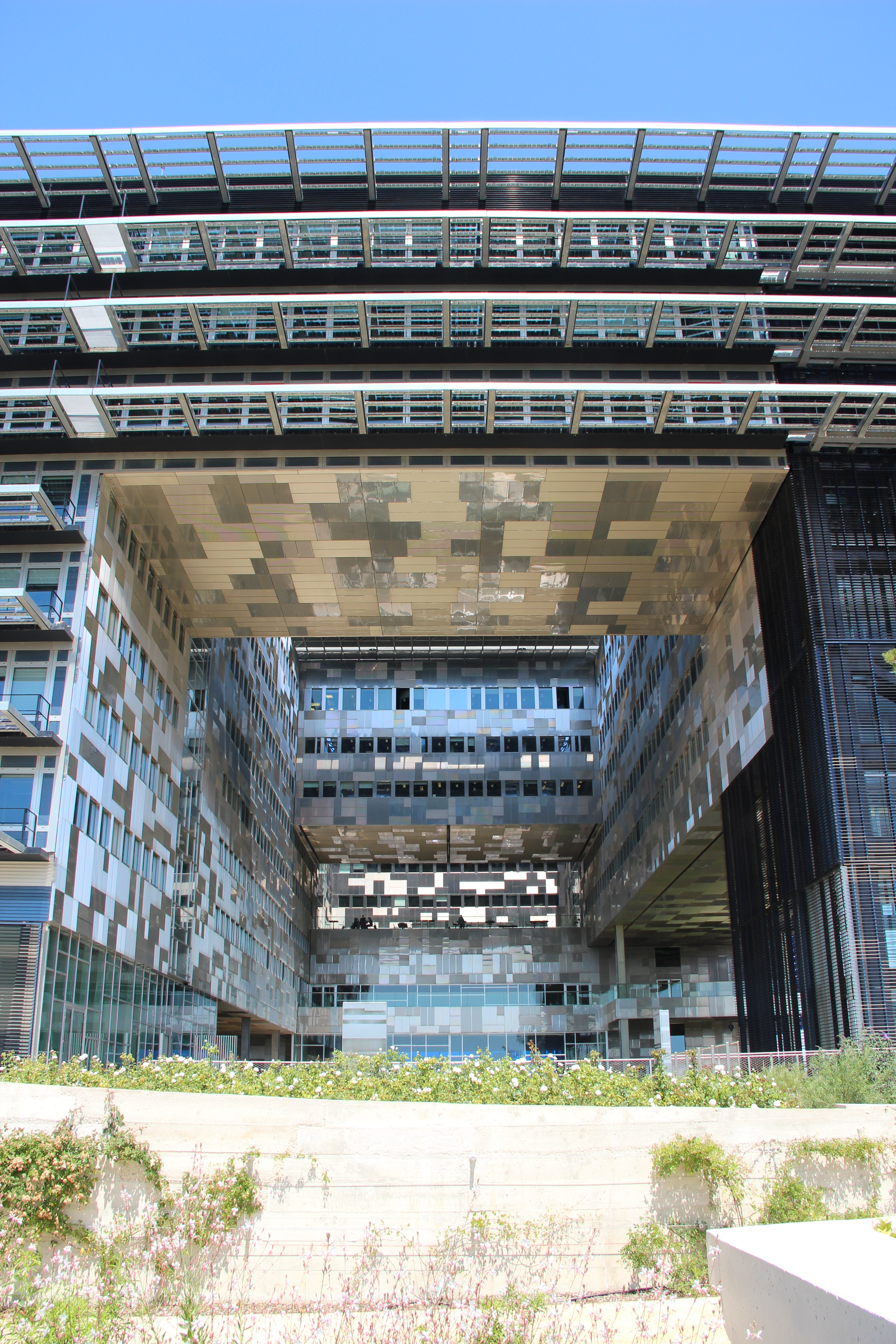
Vue extérieure.

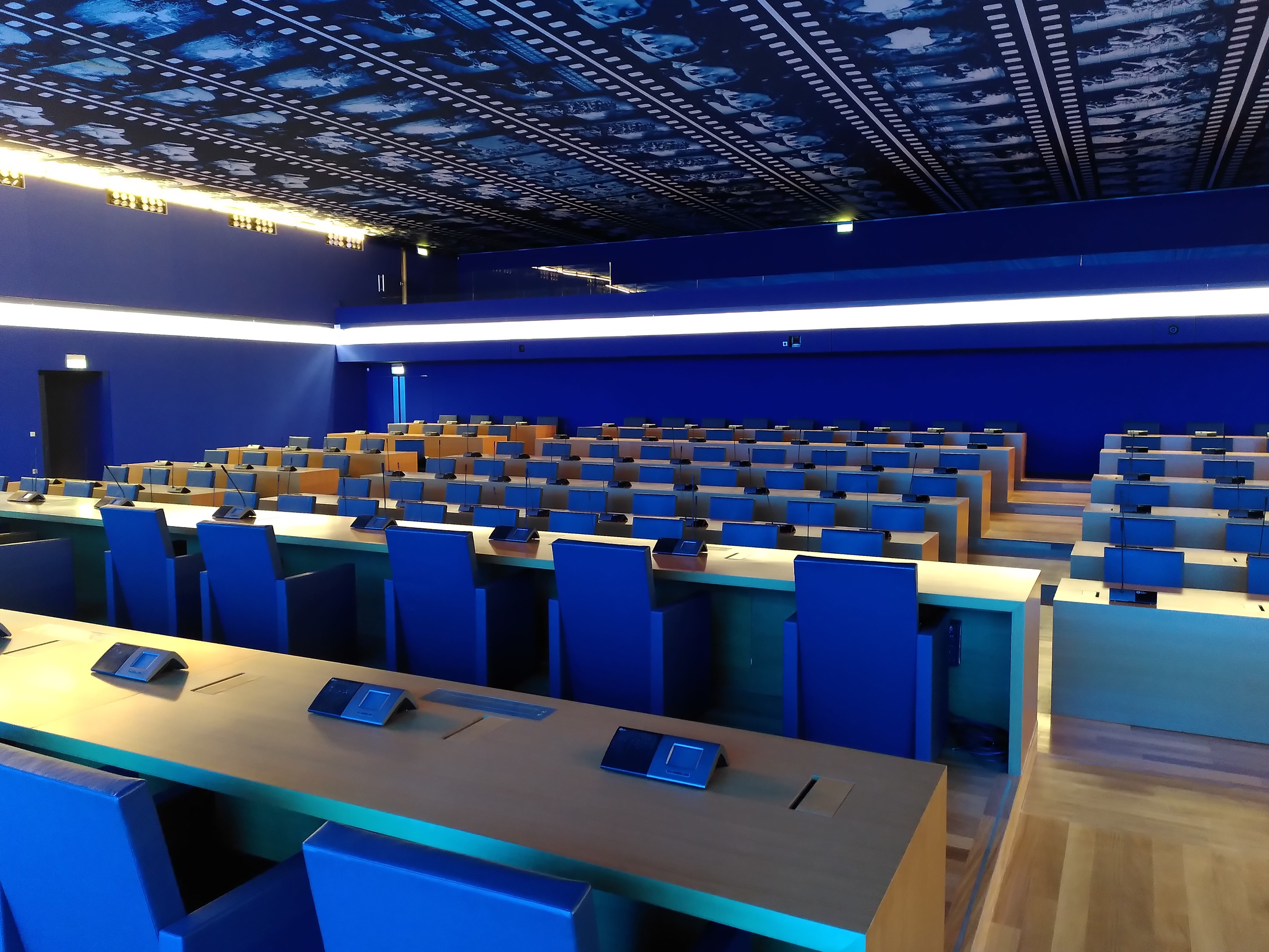
Salle du conseil municipal.

Le 12 novembre 2011, la mairie emménage dans un nouvel hôtel de ville, dont le coût total s'élève à 107 millions d'euros. Il est situé dans le quartier de Port Marianne, au sud de Montpellier. Le bâtiment permet le regroupement de la plupart des services municipaux sur un seul site, même si l'édifice n'accueille que 960 agents. La construction du nouveau bâtiment a entraîné la création de 650 emplois par an sur 3 ans dans les entreprises de construction.

#### Quartier
Le quartier du nouvel hôtel de ville, bâti sur les rives du Lez, élargit le centre de Montpellier. Bordé par trois lignes de tramway, c'est un pôle destiné à donner une nouvelle dimension à la cité. De nouveaux programmes de logements, bureaux, activités et commerces s'articulent autour de l'hôtel de ville, point névralgique du quartier.

#### Bâtiment
Parallélépipède haut de 40 mètres, il est posé sur un plan d'eau, tourné vers le Lez, dominant au nord un parvis de 120 mètres. Les architectes Jean Nouvel et François Fontès l'ont voulu ouvert et transparent, évidé verticalement par deux patios et percé horizontalement par des vides ménageant des vues traversantes sur le parc, le parvis et le Lez. Bâtiment durable et contemporain, le nouvel hôtel de ville accueille une centrale photovoltaïque de production d'électricité sur 1 400 m2, l'une des plus importantes en France. Les panneaux photovoltaïques sont implantés sur le toit de l'édifice, mais aussi intégrés aux brise-soleil qui protègent les façades. la structure en acier est habillée de façades aluminium et verre, révélant un dégradé de bleu. Chacune d'elles est traitée de manière spécifique par des brise-soleil. Ce nouveau bâtiment permet un regroupement fonctionnel des services municipaux de la ville de Montpellier.
En chiffres :
- 39 mois de travaux : octobre 2007 à début 2011
- Coût initial de construction : 116 millions d'euros TTC[réf. nécessaire]
- Surface : 27 000 m2 de SHON sur 12 niveaux.
- 960 agents municipaux
- 500 bureaux
- 90 mètres de long sur 50 mètres de large et 41 mètres de hauteur
- 1 300 m2 de panneaux photovoltaïques installés sur le toit
- 3 lignes de tramway longent la nouvelle mairie. La ligne 4 a un arrêt « Hôtel de ville ». Les lignes 1 et 3 comportent des arrêts proches (Moularès et Port Marianne).
- 15,75 € le prix mensuel du Plan de Déplacement d'Entreprise[réf. nécessaire].

### Le pavillon populaire

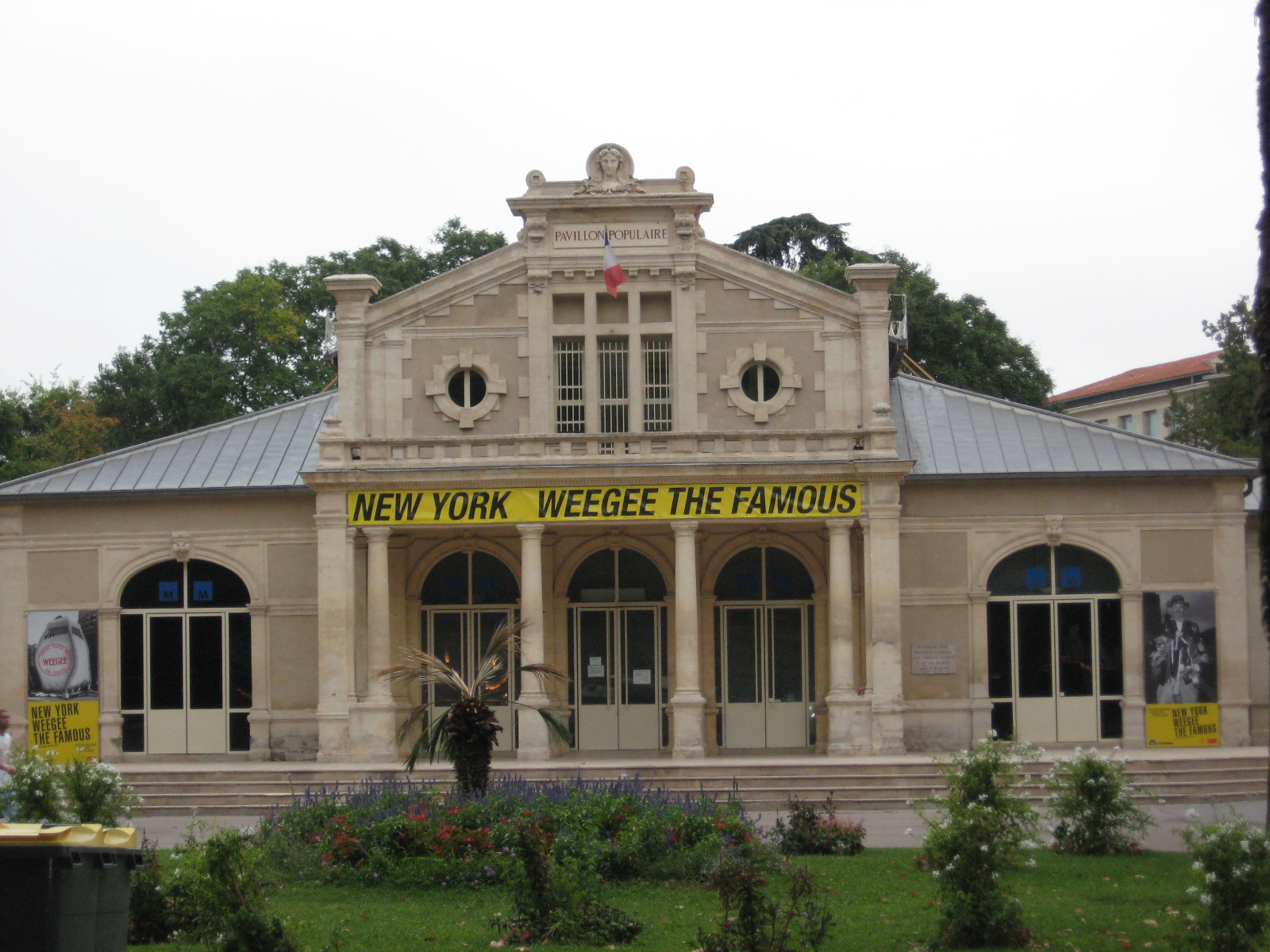
Pavillon populaire
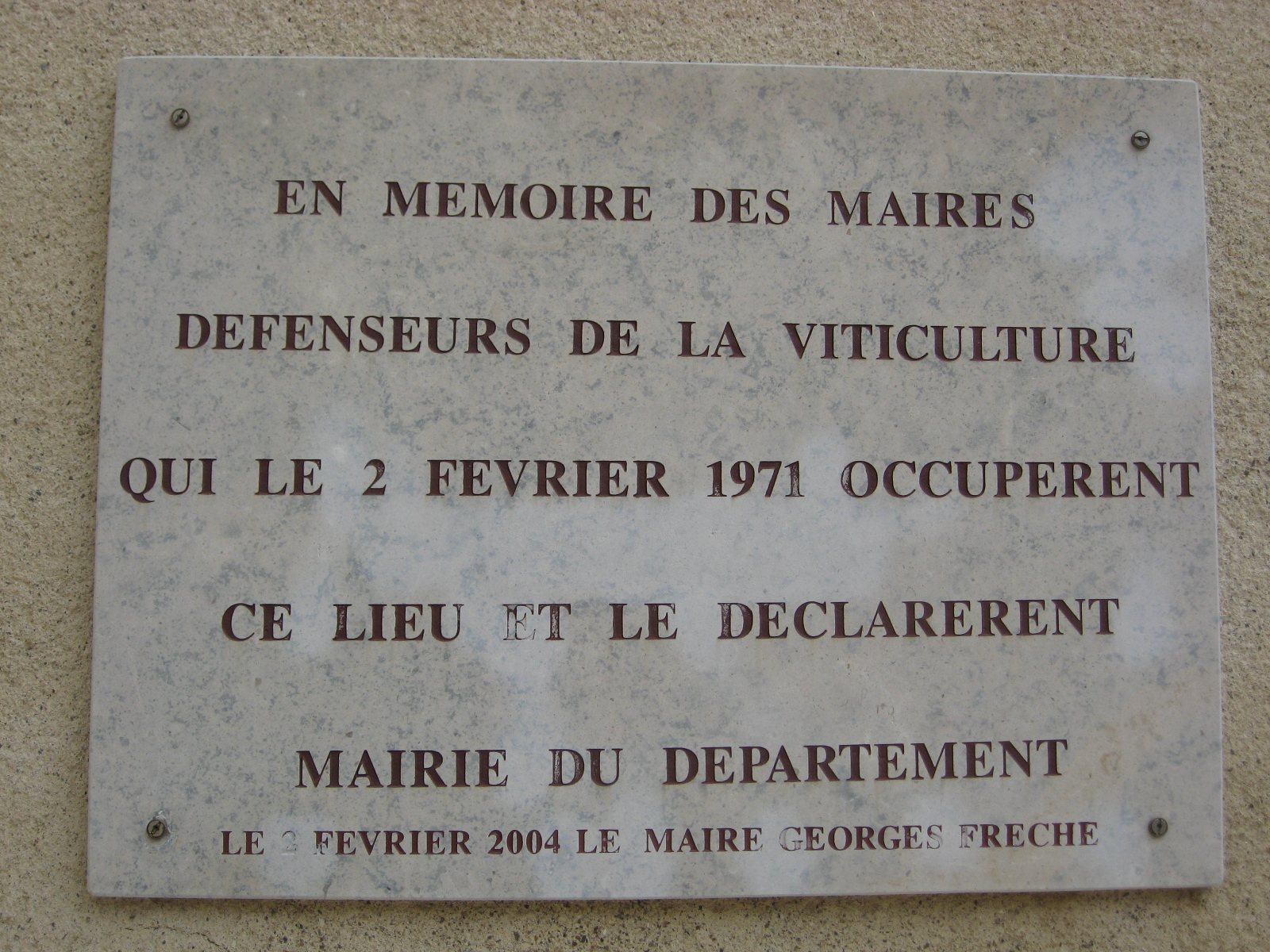
Plaque visible à l'entrée